# Rumendingen
Rumendingen är en ort och kommun i distriktet Emmental i kantonen Bern, Schweiz. Kommunen har 83 invånare (2023).